# Licor 43 (equipo ciclista)
El equipo Licor 43 fue un equipo ciclista español que compitió entre 1958 y 1964. 
Estaba patrocinado por el licor del mismo nombre.

## Corredor mejor clasificado en las Grandes Vueltas
| Año  | Giro de Italia | Tour de Francia | Vuelta a España         |
| ---- | -------------- | --------------- | ----------------------- |
| 1958 | -              | -               | -                       |
| 1959 | -              | -               | 1.º Antonio Suárez      |
| 1960 | -              | -               | 3.º Miguel Pacheco      |
| 1961 | -              | -               | 7.º Fernando Manzaneque |
| 1962 | -              | -               | 8.º Fernando Manzaneque |
| 1963 | -              | -               | -                       |
| 1964 | -              | -               | -                       |

## Principales resultados
- Circuito Montañés: Carmelo Morales (1961)
- Clásica de Ordizia: Roberto Morales (1961)
- Vuelta a Levante: Fernando Manzaneque (1962)
- Subida al Naranco: Raúl Rey (1962)

### A las grandes vueltas
- Vuelta en España
  - 4 participaciones (1959, 1960, 1961, 1962)
  - 6 victorias de etapa:
    - 4 al 1959: Antonio Suárez (2), Vicente Iturat, Fernando Manzaneque
    - 1 al 1960: Antonio Gómez del Moral
    - 1 al 1961: Luis Otaño

  - 1 clasificación final:
    - Antonio Suárez (1959)

  - 1 clasificaciones secundarias:
    - Gran Premio de la montaña: Antonio Suárez (1959)

- Tour de Francia
  - 0 participaciones

- Giro de Italia
  - 0 participaciones